# Mara Malejewa

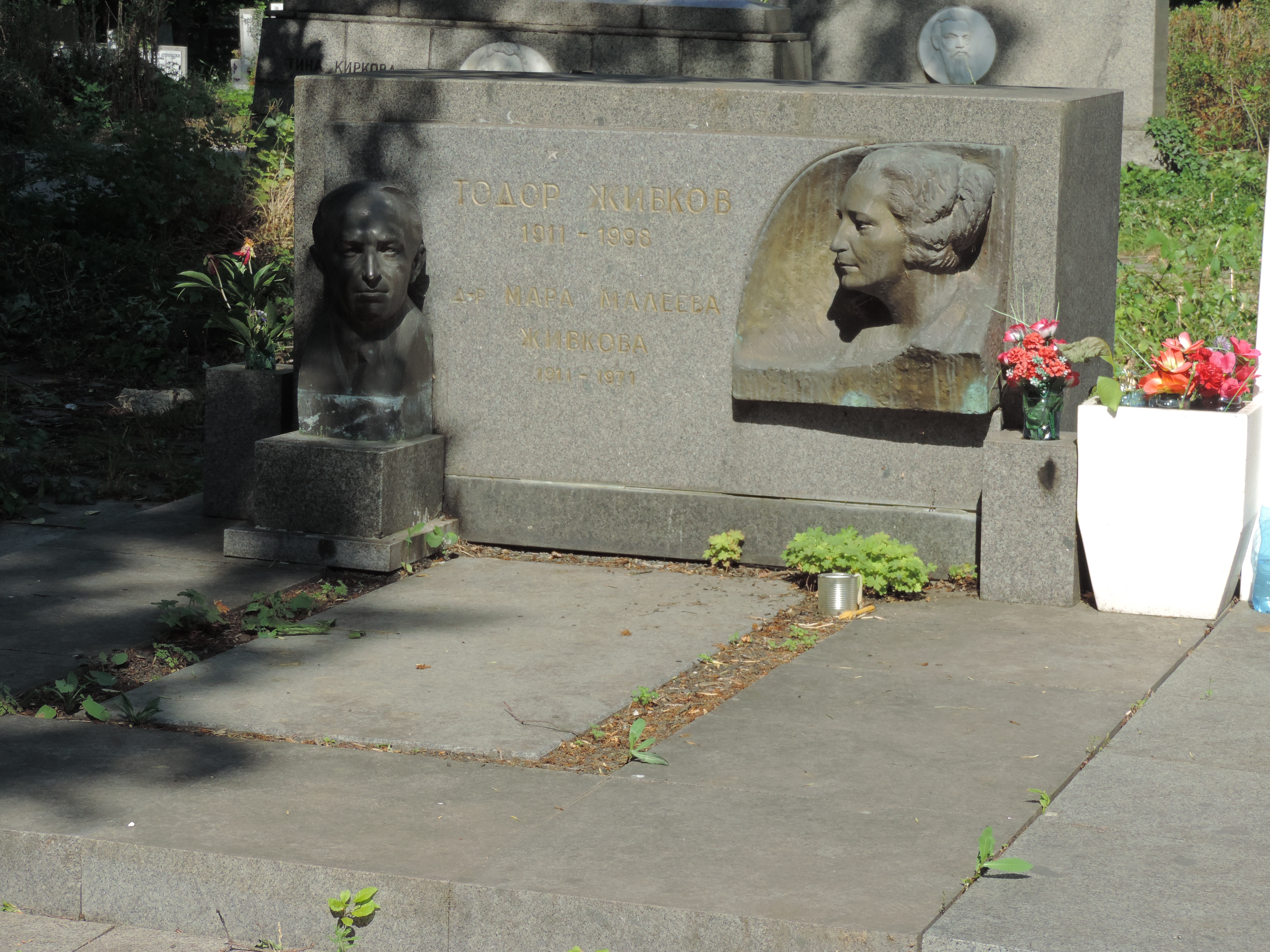
Nagrobek Mary Malejewej i jej męża Todora Żiwkowa na Cmentarzu Centralnym w Sofii

Mara Christowa Malejewa bułg. Мара Христова Малеева-Живкова (ur. 12 lipca 1911 w Płowdiwie, zm. 23 października 1971 w Sofii) – bułgarska lekarka, żona Todora Żiwkowa

## Życiorys
Pochodziła z rodziny nauczycielskiej. Była jednym z pięciorga dzieci Christo Malejewa i Nedelii Ałtikowej-Malejewej. Po ukończeniu gimnazjum w Płowdiwie rozpoczęła studia na wydziale medycznym Uniwersytetu w Sofii. W okresie studiów należała do radykalnej organizacji młodzieżowej, od 1933 była członkinią Bułgarskiej Partii Komunistycznej. Po ukończeniu studiów pracowała jako lekarz we wsi Dyskot w obwodzie wielkotyrnowskim, a następnie w kilku wsiach obwodu sofijskiego. Po 1944 przeniosła się do Sofii, gdzie pracowała w I klinice chorób wewnętrznych. Jednocześnie działała w stołecznym komitecie miejskim BPK.
W czasie, kiedy pracowała jako lekarz wiejski poznała Todora Żiwkowa, za którego 8 lutego 1938 wyszła za mąż. Z tego małżeństwa przyszło na świat dwoje dzieci: córka Ludmiła (1942-1981) i syn Władimir (ur. 1952). Zmarła na chorobę nowotworową.